# Кибиш
Кибиш је река која извире на Етиопској висоравни у Етиопији и тече јужно чинећи једним делом границу између поменуте државе и Јужног Судана. Улива се у језеро Туркана. Повремено нема довољно воде да би стигла до ушћа. Открио ју је и описао мајор С. В. Гвин 1908. године.